# アドバンスト・ダンジョンズ&ドラゴンズ
アドバンスト・ダンジョンズ&ドラゴンズ(Advanced Dungeons & Dragons)とは、テーブルトークRPG(TRPG）「ダンジョンズ&ドラゴンズ」(以後、D&Dと略）シリーズのルールバージョンの1つである。略称はAD&D。アメリカ合衆国でTSR社により発売され、日本でも株式会社新和によって翻訳発売された。1st Editionの制作者はゲイリー・ガイギャックス。

## 概要
1974年の最初のD&D（Original Dungeons & Dragons)の発売以降、D&Dは足りないルール部分をサプリメントで補ってきた。この結果、数年後には膨大な量の追加ルールがまとまりがない形で様々なサプリメントに散逸するという状態になってしまい、初心者が入りにくい状況に陥っていた。そんな中で、ダンジョンズ&ドラゴンズ#TSR時代（1973年 - 1997年）で記述しているように、D&Dシリーズは「上級者向けのD&D」と「入門者向けのD&D」の2つのルール体系に分かれて再出発することになった。このうち、「上級者向けのD&D」がAD&Dである。
Original Dungeons & Dragonsは基本セットが箱に入って売られたボックスタイプの製品だったが、AD&Dは基本ルールブックが書籍タイプで販売された。Original Dungeons & Dragonsの数多くの追加ルールを統合した結果、基本ルールブックで扱うルールやデータの量が膨大なものとなったため、基本ルールブックは「プレイヤー用のルールブック（Player's Handbook)」「ダンジョンマスター(DM)用のルールブック」「モンスターのデータ集」の三種類に分けられた。基本ルールブックを三分冊する形式は後にアドバンストとクラシックが統合されたD&D3版以降にも受け継がれた。
Advanced Dungeons & Dragons 1st Edition　
1977年から1979年にかけて基本ルールブック3冊が発売された。基本ルールブックは、それまでのOriginal Dungeons & Dragonsで追加されてきたいくつものデータ、ルールを統合し整理したものになっている。AD&DはそれまでのD&Dのルールの統合化が目的として生まれたシリーズでもあるので、サプリメントで追加されていくルールも基本のルールシステム大系と矛盾するようなものは避けられている（それでも現行の版の基準からすると、全くの別ゲームに変わるくらいのルール変化をもたらすものもあったが）。サプリメントにはプレイヤーキャラクター(PC)を強化するための新しい武器、新しい魔法、新しいクラスなどが載っているものも多く、全く同じレベルのキャラクターでも、基本ルールブックのデータだけで作られたPCと、サプリメントをいくつも参照して作られたPCでは、かなりの能力差があった。そのため、多くのヘビーゲーマーたちは自身のPCを強くするためにサプリメントを買いあさった。PCを強化するためのデータを現実の世界で"購入"するというスタイルはパワープレイを意識したTRPGならば多かれ少なかれあるが、AD&Dはこの要素が飛躍的に高く、魅力の一つとして語られていた。
Advanced Dungeons & Dragons 2nd Edition　
1989年発売。システム大系そのものは1版とほとんど変わっていないが、基本ルールブックから細かいルールが大幅に削られ、スリム化が図られている。
サプリメントによるPC強化という方向性は1版よりも強く押し出され「特定クラスの能力を強化するためのサプリメント」「新しい呪文だけ載ったサプリメント」など、より専門的なサプリメントが発売されていった。しかし、度重なるサプリメントによるデータの増量は序々にインフレを招き、初心者と経験者の格差につながっていった。TSR社は1995年あたりから過去の発表したデータを凝縮したサプリメントを頻繁に発売したりと解決を模索していたが、1998年のWotC社への買収を機に、新ルールの開発が開始。2000年に実質的なAD&Dの3rd EditionとしてD&D3版が発売され、AD&Dという名称は消滅した。
日本語版は株式会社新和より1991年に発売されたが、基本ルールブックと数冊のサプリメントが翻訳されただけで展開は休止したため、「大量のサプリメントで幅広い冒険が楽しめる」というAD&D最大の魅力が提供できていたとは言い難い。大量の関連製品を翻訳していた新和のクラシックD&Dとは対照的な展開となってしまった。

## ルール面の特徴
D&Dシリーズ全体に共通する要素は、ダンジョンズ&ドラゴンズの項目を参照。ここではAD&Dに見られる特徴を記述する。基本的には日本語版が発売された第2版を基準に記載する。

### キャラクター
- プレイヤーズハンドブックに記載されたもっとも基本的な種族は以下。
  - 人間 - デュアルクラス（後述）が可能。
  - エルフ - 魔法が得意
  - ドワーフ - 頑健（CON）が上昇
  - ハーフリング - 敏捷（DEX）が上昇
  - ハーフエルフ - マルチクラスの幅が広い
  - ノーム - 幻術魔法が得意
- 全てのキャラクタークラスは4種類の「グループクラス」に属しており、同じグループ内ならば似通った特徴を持つ。このため、サプリメントでクラスが追加されてもバランスがとられやすい。プレイヤーズハンドブックに記載されたもっとも基本的なキャラクタークラスは以下。
  - ウォーリアー（グループクラス）
    - ファイター - 「得意な武器」を選べて、それでの攻撃は強化される
    - パラディン - 邪悪な敵に対して強力になる
    - レンジャー - 二刀流ができる

  - プリースト（グループクラス）
    - クレリック - 仲間の治癒やアンデッドの退散ができる
    - ドルイド - 動物を仲間にできる
    - 各宗派毎のプリースト - 宗派によって能力が大きく異なる

  - ローグ（グループクラス）
    - シーフ - ダンジョン探索ができるほか、急所攻撃ができる
    - バード - 不思議な効果を持つ曲を奏でられる

  - ウィザード（グループクラス）
    - メイジ - 様々な呪文が使える魔法使い
    - スペシャリスト - 特定の系統の呪文使用に特化した魔法使い
- キャラクタークラスは人間以外はマルチクラスが可能である。ただしどのようなマルチクラスができるかは種族によって決まっている。人間はクラスの変更（いわゆる転職、クラスチェンジ）が可能。
- レベルはクラス毎に存在するため、マルチクラスのキャラクターのレベル表記は、ファイター3レベル/メイジ2レベル、などという形になる。レベルアップに必要な経験点はクラス毎に違い、マルチクラスのキャラクターはマルチしているクラスの数だけ経験点が割られるため、成長が遅れる（二個のクラスをマルチクラスしていたら経験点は半分になる）。
- アライメントは「キャラクターが秩序を守るか守らないをあらわす属性」として、ローフル（秩序）、ニュートラル（中立）、ケイオティック（混沌）の三つから一つを選び、さらに「キャラクターが善人か悪人かあらわす属性」として、グッド（善）、ニュートラル（中立）、イービル（邪悪）の三つから一つを選ぶ。アライメントの組み合わせは合計で9種類となり、「ケイオティック・グッド」「ローフル・イービル」などと記述する
- 第2版のサプリメントを導入したときの選択ルールではあるが、各クラスにキット(kit)と呼ばれる下位分類を導入することができる。例えば、ファイターのクラスには、バーサーカー、アマゾン、サムライなどのキットがある。PCは自分のクラスに応じたキットを一つ選択でき、キット毎に特殊能力が追加される。AD&Dの第2版ではサプリメントでクラスそのものはあまり追加せず、キットを追加していく方式をとった。これにより追加データによるゲームバランスの崩壊をある程度防いでいた。

### 行為判定
- 技能や行為判定のルール体系はクラシックD&Dのルールとほぼ同じ。対応する技能をもっていなければ行為判定そのものができないことや、戦闘の命中判定が20面ダイス1個を使った上方判定、技能判定は能力値以下を20面ダイス1個で出せば成功という下方判定、盗賊能力はパーセンテージロール、と、行動の種類によって判定の仕方が大きく変わる。
- セービングスローは「麻痺、毒、即死攻撃への抵抗」「ロッド・スタッフ・ワンドでの攻撃への抵抗」「石化、変身への抵抗」「ブレスへの抵抗」「呪文への抵抗」の5種類。

### 戦闘
- 戦闘の行動順番は各キャラクター毎がラウンドの初めに20面体ダイスを振り、それに修正値を足して、低い順番から行動する形式。キャラクターがそのラウンドで行う行動の宣言は、行動順番決定のダイスを振る前に戦闘参加者全員が行う。戦闘ラウンド中には、移動や攻撃以外にも防御専念や突撃（チャージ）アタックなど様々な行動がとれ、クラシックD&Dに比べて選択肢が多い。
- 行動順番の決定で使われる修正値は、そのラウンドに使用する武器や魔法によって異なる。武器にはスピードファクター（SF)という数値が、魔法にはキャスティングタイム（CT)という数値が設定されており、それが修正値となる。重い武器ならSFの数値は高く、高度な魔法ならCTは高い。CTには「次のラウンドまでダメージを受けずに呪文の詠唱を続けること」などという特別なものもある。
- 魔法を発動させるには「術者による詠唱」「術者の身体動作」「触媒の使用」の三種類の要素が必要であり、呪文によってそれらのどれが必要かが決められている。大抵の呪文は三要素のうち2つもしくは全てが必要である。
- 命中判定はTHAC0表を使う。

## ラインナップ
主要なもののみ。英語でのみ書かれているものは日本語版では未訳のもの。また、ここで書かれているのは世界設定を限定しないサプリメントが主であるが、特定のキャンペーンセッティングに特化したサプリメントも数多く存在する。

### 基本セット
- プレイヤーズハンドブック/Players Handbook
- ダンジョンマスターズガイド/Dungeon Masters Guide
- Monster Manual - 第2版ではMonstrous Manualというタイトル

### モンスター・コンペンディウム
第2版専用製品。第2版では書籍タイプのMonstrous Manualとは別に、モンスターデータをバインダー形式で収録できるMonsterous Compendiumという製品が発売されていた。TSR社からは様々なモンスターのデータが書かれたルーズリーフ・セットがサプリメントとして発売され、ユーザーは好きなデータをバインダーにはさんで「自分だけのモンスターデータ集」を作っていた。なお、Monstrous ManualはこのCompendiumシリーズの中からもっとも基本的なモンスターのデータを抜粋して書籍化したものである。ただし、Monstrous ManualとCompendiumシリーズはレイアウトが大きく異なる。Compendiumシリーズはルーズリーフ形式という都合上、1体のモンスターデータの記述がページをまたがないようにしているため、Monstrous Manualより可読性が高い。日本語版では書籍タイプのMonstrous Manualではなく、Monsterous CompendiumのVol.1が翻訳された。
- モンスター・コンペンディウム/Monsterous Compendium - どの世界設定でも通用するモンスターデータ集
  - Monstrous Compendium Volume One - 日本語版が出ている
  - Monstrous Compendium Volume Two
  - Monstrous Compendium Volume Three

この他、各キャンペーンセッティング用に、その世界独自のモンスターデータ集がいくつも発売されている。

### サプリメント
- 第1版対応  
  - Unearthed Arcana - 基本ルールを全体的に拡張。
  - Deities & Demigods - 世界中の神話や伝説に出てくる神々やアイテムをD&Dで再現。後に Legends & Lore に改題
  - Fiend Folio - モンスターデータ追加
  - Monster ManualⅡ - モンスターデータ追加
  - Oriental Adventures - 東洋風のクラスを追加
  - Dungeoneer's Survival Guide - ダンジョンアドベンチャーを強化する追加ルール
  - Wilderness Survival Guide - ウィルダネスアドベンチャーを強化する追加ルール
  - Manual of the Planes - 次元間移動を扱う
- 第2版対応  
  - キャンペーンガイド/Campaign Sourcebook and Catacomb - 世界設定を自作するためのガイダンス
  - Legends & Lore - 同名サプリメントの第2版ヴァージョン
  - Tome of Magic - プリースト系とウィザード系のクラスの強化
  - Book of Artifacts - アーティファクトに関する追加ルール
  - Player's Option: Combat & Tactics - 戦闘ルールを拡張
  - Player's Option: Skills & Powers - 特殊能力と技能のルールを拡張
  - Player's Option: Spells & Magic - 魔法ルールを拡張
  - Dungeon Master Option: High-Level Campaigns - 超高レベルキャラクターの追加ルール　
  - Creative Campaigning - キャンペーン自作のガイドブック
  - Arms and Equipment Guide - 武器・アイテムの追加
  - Monster Mythology - モンスターが崇める神々に関する情報
  - The Castle Guide - 城の作り方、運用などのルール
  - Of Ships and the Sea - 海洋冒険のためのルール
  - Council of Wyrms - ドラゴンをPCとして遊ぶためのルール
  - Vikings Campaign Sourcebook - ヴィキング風の世界観で遊ぶための追加データ
  - Charlemagne's Paladins Campaign Sourcebook - シャルルマーニュ伝説風の世界観で遊ぶための追加データ
  - Celts Campaign Sourcebook - ケルト風の世界観で遊ぶための追加データ
  - A Mighty Fortress Campaign Sourcebook - 大航海時代風の世界観で遊ぶための追加データ
  - The Glory of Rome Campaign Sourcebook - ローマ帝国風の世界観で遊ぶための追加データ
  - Age of Heroes Campaign Sourcebook - ギリシア神話の「英雄の時代」風の世界観で遊ぶための追加データ
  - The Crusades Campaign Sourcebook - 十字軍時代風のの世界観で遊ぶための追加データ

### コンプリートブック
種族、クラス別の追加データ。第2版専用。
- ファイターハンドブック/The Complete Fighter's Handbook - ファイター用追加データ
- The Complete Thief's Handbook - シーフ用追加データ
- The Complete Priest's Handbook - プリースト系クラス用追加データ
- The Complete Wizard's Handbook - ウィザード系クラス用追加データ
- The Complete Psionics Handbook - サイオニクス（超能力者）クラスを導入する追加ルール
- The Complete Ranger's Handbook - レンジャー用追加データ
- The Complete Paladin's Handbook - パラディン用追加データ
- The Complete Druid's Handbook - ドルイド用追加データ
- The Complete Barbarian's Handbook - バーバリアンクラスを導入する追加ルール
- The Complete Bard's Handbook - バード用追加データ
- The Complete Ninja's Handbook - ニンジャクラスを導入する追加ルール
- The Complete Book of Dwarves - ドワーフ用追加データ
- The Complete Book of Elves - エルフ用追加データ
- The Complete Book of Gnomes & Halflings - ノーム・ハーフリング用追加データ
- The Complete Book of Humanoids - その他異種族を導入する追加ルール
- The Complete Book of Villains - 悪役NPCの作成ガイド
- Sages and Specialists - 一般NPC専用の追加クラスを多量に掲載
- The Complete Book of Necromancers - ネクロマンサー（死霊使い）クラスを導入する追加ルール。NPC専用

### 縮刷版
第2版の末期には、追加データの大容量化にともない、過去のサプリメントで追加されたデータを抜粋したものが発売された。
- Wizard’s Spell Compendium - ウィザード系クラスの呪文全集。全4冊。
- Priest’s Spell Compendium  - プリースト系クラスの呪文全集。全3冊。
- Encyclopedia Magica - マジックアイテムの全集。全4冊。
- Core Rule CD-ROM - 以下の関連製品を収めたWIndows用CD-ROM
  - Player's Handbook
  - Dungeon Master Guide
  - Monstrous Manual
  - Arms & Equipment Guide
  - Tome of Magic
- Core Rule CD-ROM 2.0 - 上記に加えて以下の関連製品を追加
  - Dungeon Master Option: High Level Campaigns
  - Player's Option: Combat & Tactics
  - Player's Option: Skills & Powers
  - Player's Option: Spells & Magic
- Core Rules 2.0 Expansion - PCが使用可能なコンプリートブックを収録（Barbarian、Ninja、Humanoid は未収録）

### モジュール
記述しているのはごく一部。AD&Dで最も大量に存在する関連製品はモジュール（シナリオ集）であり、TSR社以外からも出ていた。各シナリオはストーリー自体は独立しているものの、背景設定が裏でつながっているものが多く、キャンペーンとして接続しやすい。
- 第1版
  - D1 Descent into the Depths of the Earth - AD&D最初のシナリオ。
  - S1 Tomb of Horrors
  - S2 White Plume Mountain
  - S3 Expedition to the Barrier Peaks
  - C1 The Hidden Shrine of Tamochan
  - C2 The Ghost Tower of Inverness
  - I1 Dwellers of the Forbidden City
  - U1 The Sinister Secret of Saltmarsh
  - N1 Against the Cult of the Reptile God
  - WG4 The Forgotten Temple of Tharzidun
  - S4 The Lost Caverns of Tsojcanth
  - I6 Ravenloft
  - G1-2-3 Against the Giants
  - L2 The Assassin’s Knot
  - DL1 Dragons of Despair
  - T1-4 The Temple of Elemental Evil
  - GDQ1-7 Queen of Spiders
  - A1-4 Scourge of the Slave Lord
  - I3-5 The Desert of Desolation
- 第2版
  - Ruins of Undermountain
  - WGR6 City of Skulls
  - The Gates of Firestorm Peak
  - The Rod of Seven Parts
  - Dead Gods
  - Return to the Tomb of Horrors
  - Die Vecna Die! - AD&D最後のシナリオ。

### 道具類
- ダンジョンマスタースクリーン/Dungeon Masters Screen
- キャラクターレコードシート/ Character Record Sheets
- カード類（各種データをカード化したもの）　
  - Monster Cards
  - Wizard Spell Cards
  - Deck of Priest Spells
  - Deck of Magical Items
  - Deck of Encounters
  - Deck of Psionic Powers
  - スペルカード（新和版） - 英語版のスペルカードとは別もの。ウィザードとプリーストのものが3レベル分まで発売された